# 埃莉諾·沃辛頓·考克斯
埃莉諾·沃辛頓·考克斯（英語：Eleanor Worthington Cox，2001年6月21日—）是一位來自默西塞德郡的英國女演員，最著名的作品是在音樂劇《瑪蒂達》中飾演瑪蒂達·沃姆伍德，她因此獲得了2012年勞倫斯·奧利弗獎最佳音樂劇女主角，當時成為史上最年輕的奧利弗獎獲獎者。

## 外部連結
- 埃莉諾·沃辛頓·考克斯在互联网电影资料库（IMDb）上的資料（英文）